# Білий Потік (село)

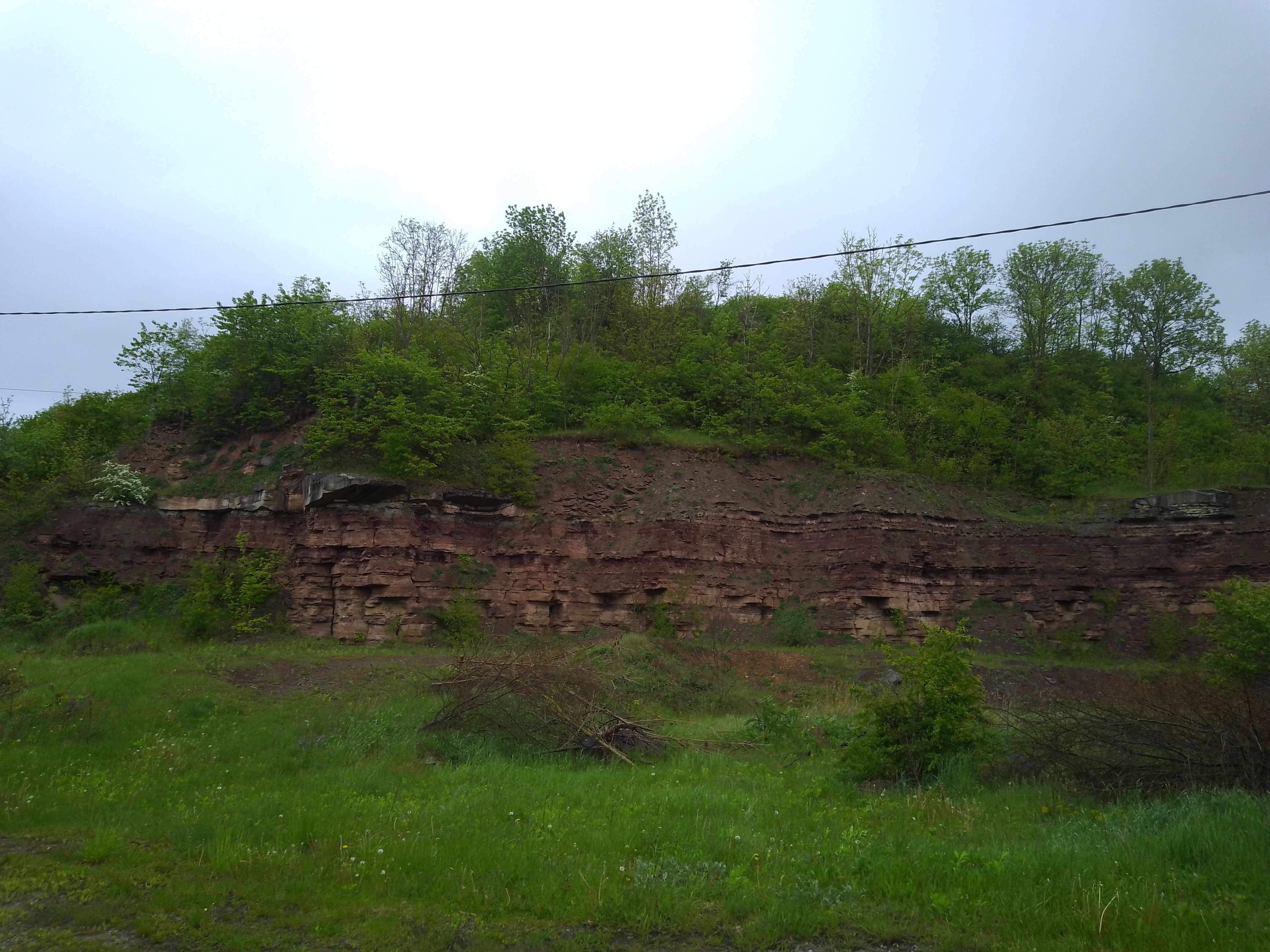
Відслонення гірських порід у Білому Потоці

Бі́лий Поті́к — село в Україні, Тернопільська область, Чортківський район, Білобожницька сільська громада.

## Назва
Про походження назви села розповідає така леґенда. У невеликому поселенні біля річки жив юнак, який одного разу побачив вродливу дівчину, у руках котрої був глечик із молоком. Хлопець захотів будь-що познайомитися з красунею. Ступивши на кладку та відчувши на собі погляд юнака, дівчина від несподіванки похитнулась і розлила молоко. Водне плесо відразу ж набуло молочного кольору. Відтоді ця місцина називається Білий Потік.

## Географія
Розташоване на берегах річки Білий Потік (Біла; права притока Серету, басейн Дністра), за 14 км від районного центру і 5 км від найближчої залізничної станції Білобожниця.
Територія — 1,21 кв. км. Дворів — 96.

### Клімат
Білий Потік знаходяться в межах вологого континентального клімату із теплим літом. Але діяльність людини досить часто призводить до екоциду, поганих змін та глобального потепління. Рівень наповнення річок водою по області становить лише 20 % від необхідного стандарту, значна частина земної поверхні стає посушливою. Для покращення ситуації варто було б проводити ревайлдинг, відновлювати екосистеми та лісові насадження.

## Історія

### Археологічні пам'ятки
Поблизу Білого Потоку виявлено залишки поселення трипільської та могильник комарівсько-тшинецької культур.
У  2021 році поблизу села знайшли поховання приблизно ІІІ тисячоліття до нашої ери. 
Перша письмова згадка — 1564 р.
Поселення трипільської культури виявлене в урочищі «За городами» 1925 року Юзефом Костшевським під час розкопок могильника комарівської культури. Ю. Костшевський дослідив залишки трьох наземних будівель. Виявив кераміку з розписом чорною фарбою по червонуватому ангобу. Матеріали з розкопок зберігаються в Познанському археологічному музеї (Польща) та Тернопільському обласному краєзнавчому музеї. У 1975 археологічну розвідку провів Ігор Герета.

### Перші згадки
Село згадується у грамоті 16 серпня (25 серпня за новим стилем) 1442 року серед шести сіл Теребовельського повіту над річкою Серет, які король Владислав надає Міхалу «Мужилу» Бучацькому.
Згадується 19 серпня 1448 року в книгах галицького суду. Шляхтич Скарбко із Возників (Skarbko de Wozniki) своє село Білопотік (Bialopothok), що розташоване в Теребовлянському повіті, продав Міхалу Мужилу з Бучача, снятинському старості (Michaeli alias Muzilo de Buczą [cz Sniathi] nensi Capteo) за сто гривень.

### XX століття
За статистикою, у селі: 1900 р. — 1211 жителів, 1910—1259, 1921—1152, 1931—1167 жителів; 1921 р. — 204, 1931—239 дворів.
1 серпня 1934 року село увійшло до складу новоутвореної сільської гміни Білобожниця.
Під час німецько-радянської війни загинули або пропали безвісти у Червоній армії 24 жителі Білого Потоку:
- Франц Бутра (нар. 1906),
- Франц Віцентович (нар. 1911),
- Франко Гібчинський (нар. 1911).
- Віцентій Затильний (нар. 1909),
- Владислав Затильний (нар. 1909),
- Гнат Затильний (нар. 1906),
- Домінко Затильний (нар. 1908),
- Людвіг Затильний (нар. 1905),
- Микола Захаревич (нар. 1897),
- Іван Івашків (нар. 1922),
- Томаш Киливник (нар. 1909),
- Ян Киливник (нар. 1912),
- Станіслав Ковалик (нар. 1925),
- Михайло Кравчинський (нар. 1922),
- Дмитро Крамарчук (нар. 1910).

З 4 вересня 2015 року належать до Білобожницької сільської громади. До цього було підпорядковане колишній Ридодубівській сільській раді.
12 червня 2020 року, відповідно до розпорядження Кабінету Міністрів України № 724-р «Про визначення адміністративних центрів та затвердження територій територіальних громад Тернопільської області» увійшло до складу Білобожницької сільської громади.
19 липня 2020 року, в результаті адміністративно-територіальної реформи та ліквідації Чортківського району (1940—2020), увійшло до складу новоутвореного Чортківського району.

## Релігія
- церква Покрови Пресвятої Богородиці (ПЦУ[11], 1805 р.; кам'яна);
- костел Матері Божої Ченстоховської (1933 р.; мурований із червоного каменю).

У селі є капличка св. Покрови (мурована; 1989).

## Пам'ятники
Споруджено:
- пам'ятник воїнам-односельцям, полеглим у німецько-радянській війні.

## Населення
| 1211 | 1259 | 1152 | 1167 | 275 | 262 |

## Соціальна сфера
За Австро-Угорщини і за Польщі функціонувала 2-класна школа з польською мовою навчання.
До 1939 р. діяла філія товариства «Просвіта», кооператива.
У вересні 2013 р. призупинено діяльність ЗОШ I ступеня. Нині працюють ФАП, Будинок культури.

## Відомі люди

### Народилися
- - Довбенько Олександр Борисович(1998—2023) — український військовослужбовець, учасник російсько-української війни[12][13].
- Іван Зюбрак (?—1923) — громадський діяч (Канада);
- Василь-Яків Капустинський (1998—2023) — український військовослужбовець, актор, громадський діяч, учасник російсько-української війни.[14]
- Михайло Коцулим (1886—1962) — один із українських першопоселенців у Канаді, просвітянський діяч.

## Світлини

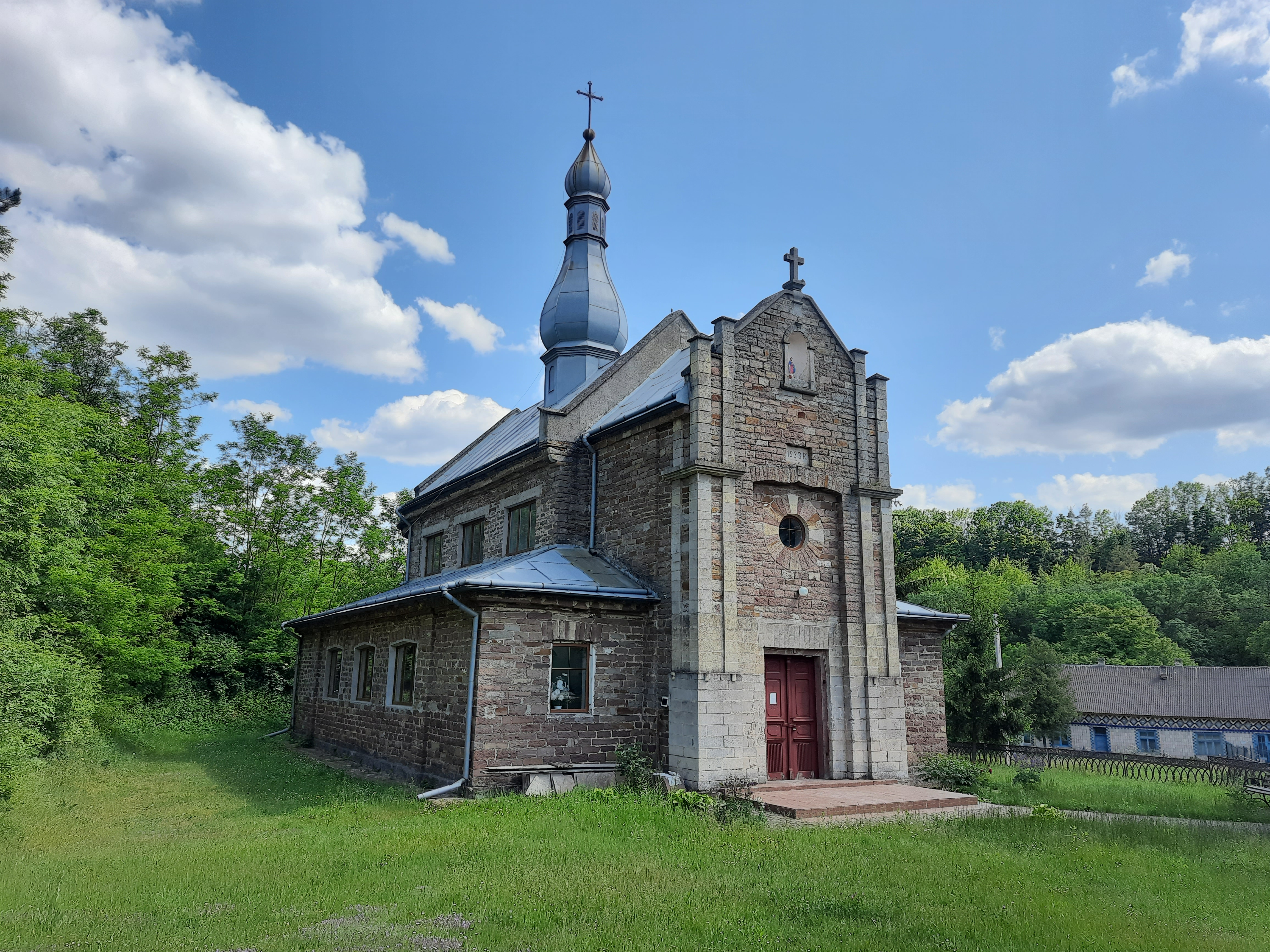
Костел Матері Божої Ченстоховської
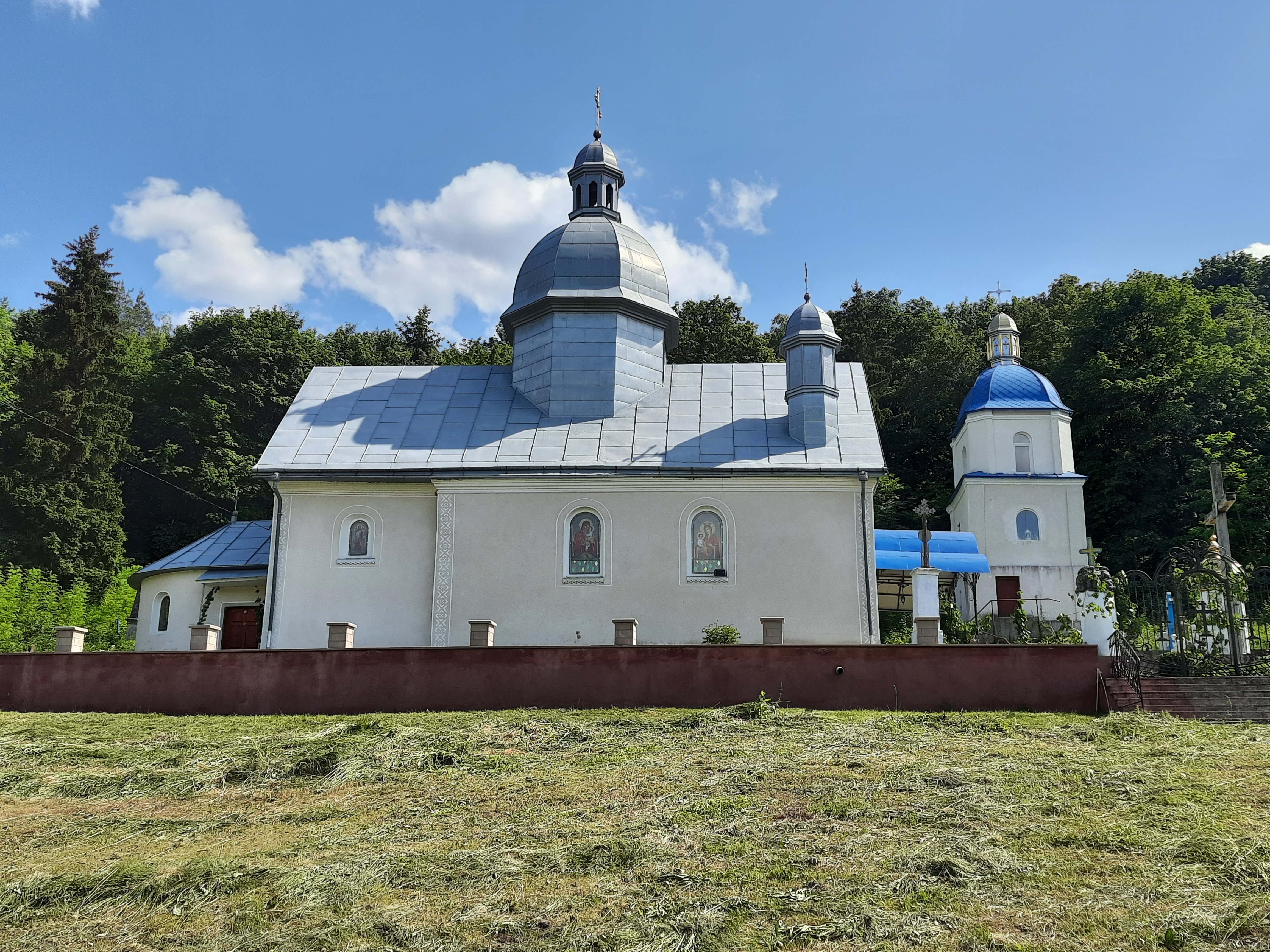
Церква Покрови Пресвятої Богородиці
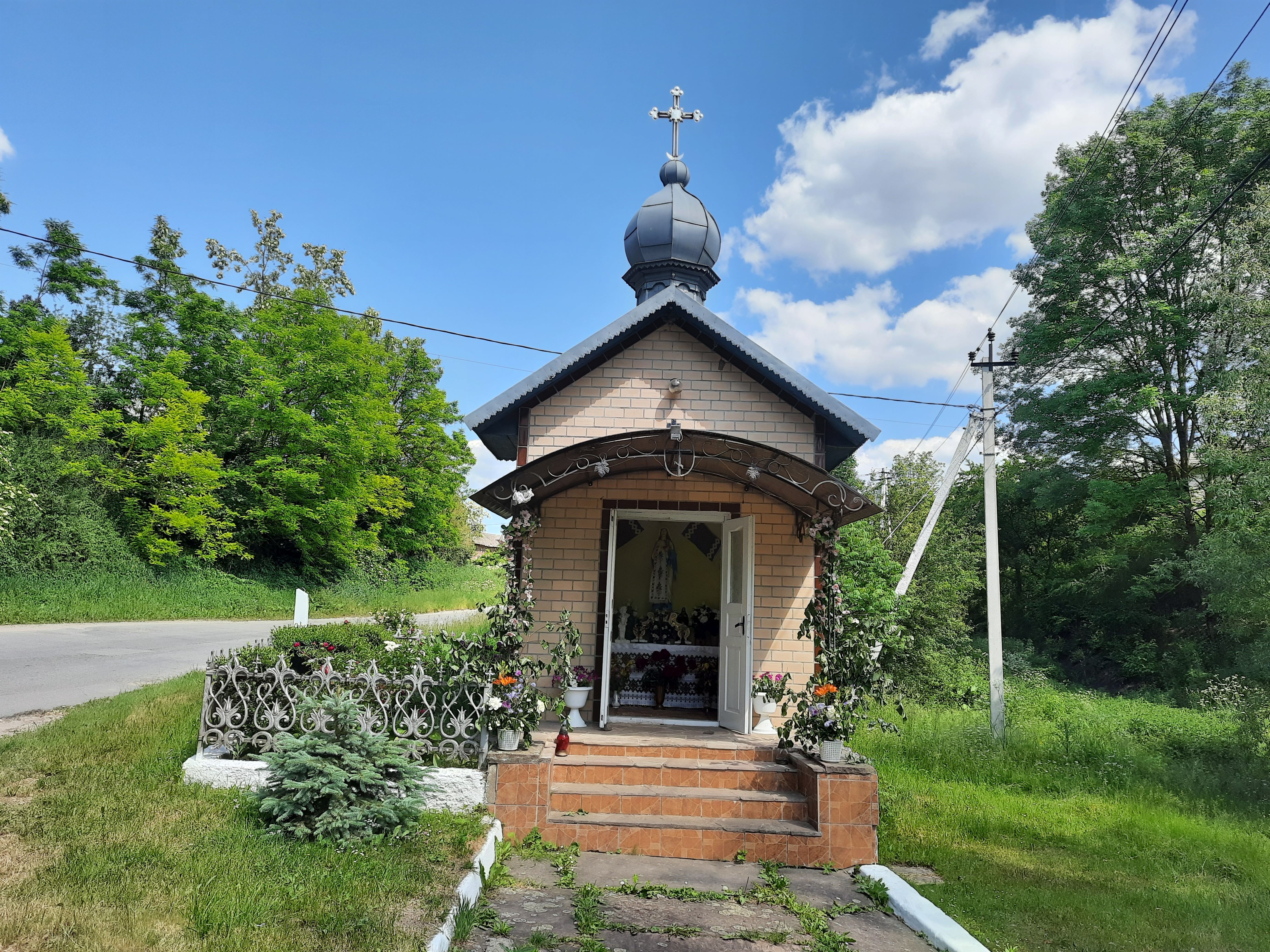
Капличка
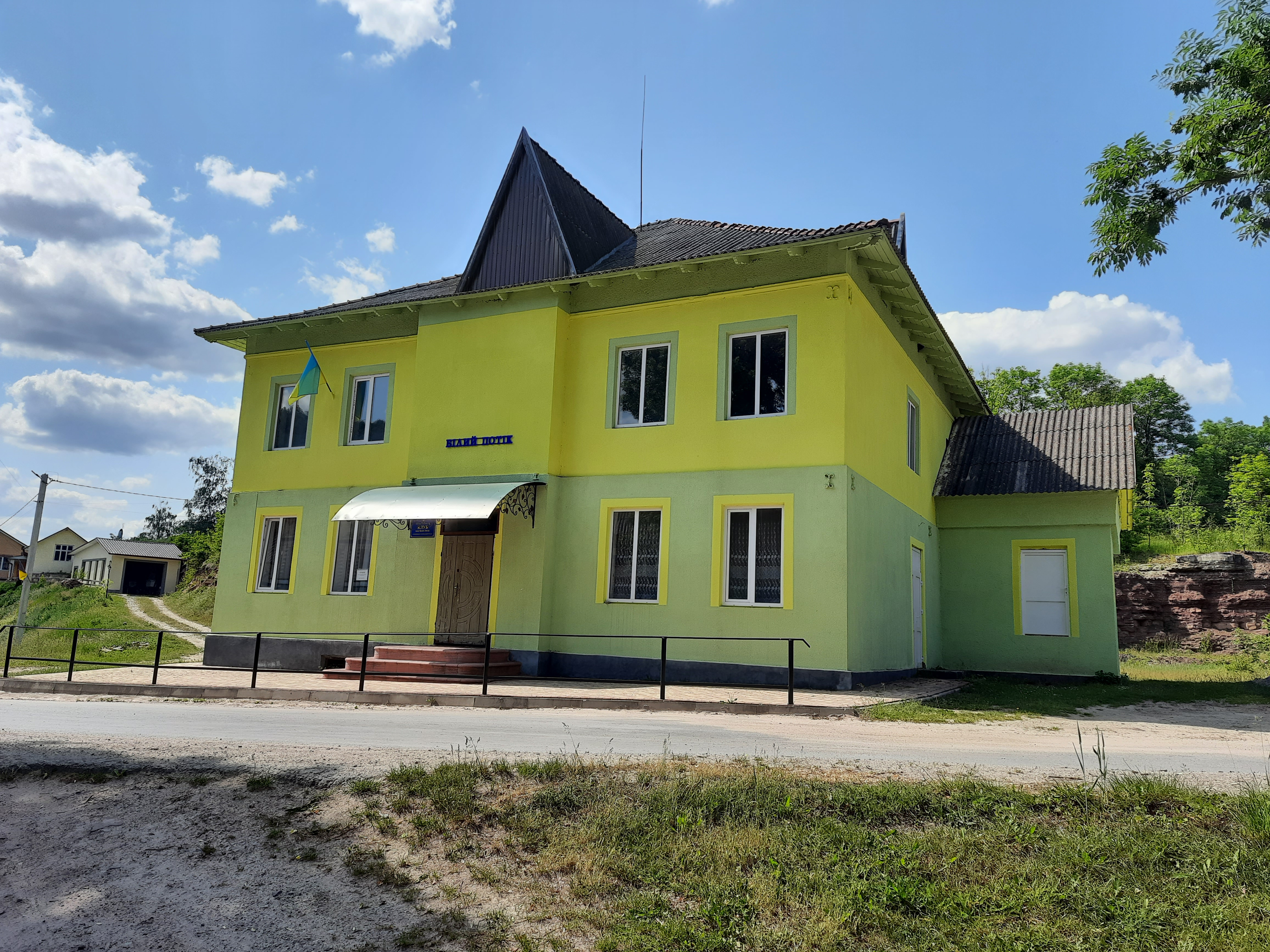
Будинок культури
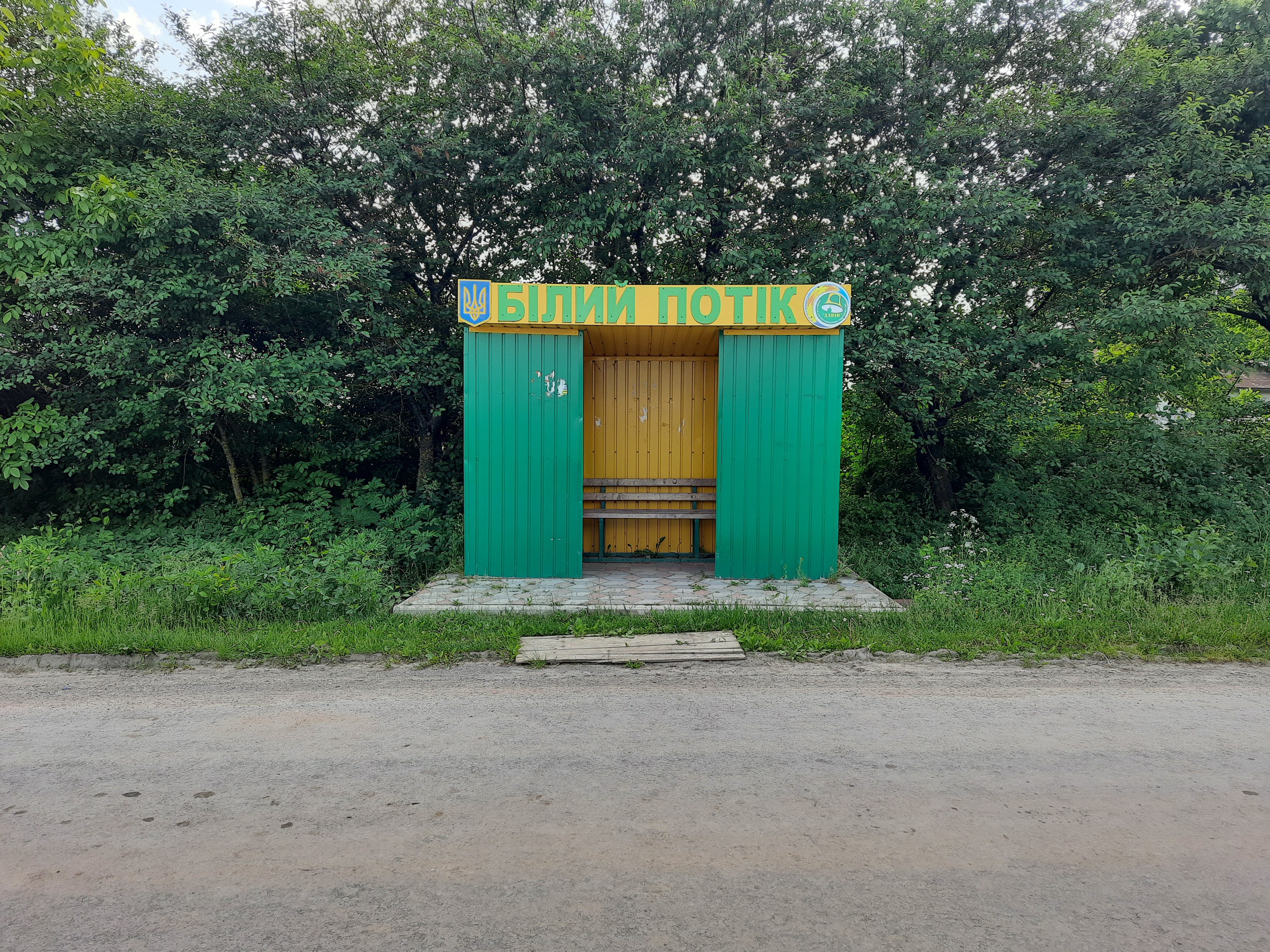
Автобусна зупинка
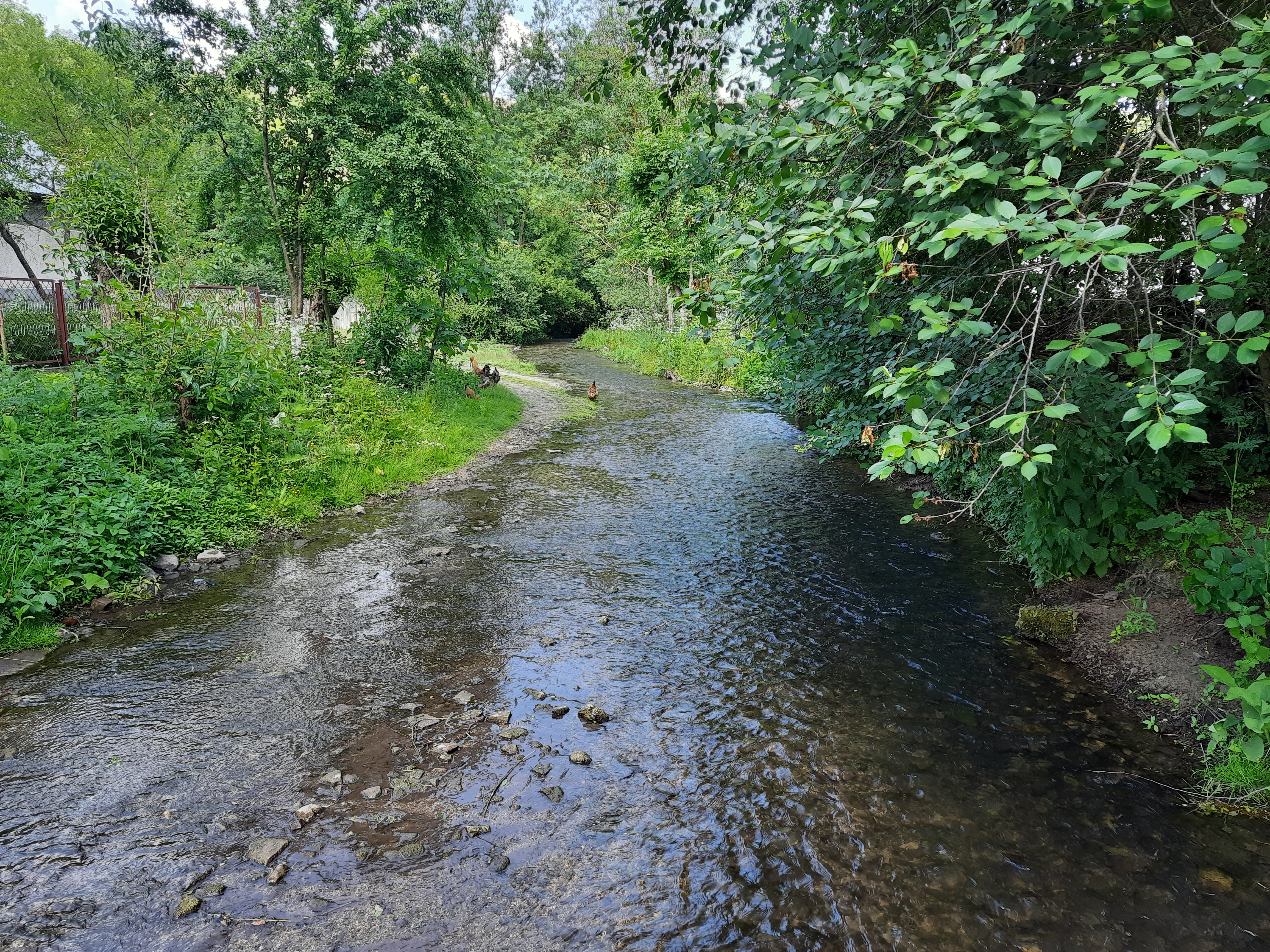
Річка Білий Потік біля села